# Manaquí pintat
El manaquí pintat (Machaeropterus eckelberryi) és un ocell de la família dels píprids (Pipridae).

## Hàbitat i distribució
Habita la selva pluvial al nord-oest del Perú a sobre dels 500 m.

## Taxonomia
Espècie descrita el 2017 per Lane et al.